# Micronia gannata
Micronia gannata är en fjärilsart som beskrevs av Achille Guenée. Micronia gannata ingår i släktet Micronia och familjen Uraniidae. Inga underarter finns listade i Catalogue of Life.